# نوک‌پهن استرالزی
نوک‌پهن استرالزی (نام علمی: Anas rhynchotis) نام یک گونه از سرده مرغابی‌ها است.
حداکثر طول ثبت شده برای این گونه ۴۶–۵۳ سانتی‌متر می‌باشد. این گونه در تالاب‌ها و باتلاق‌های نسبتاً عمیق و پهناور زندگانی می‌کند. این گونه برای اولین بار در سال ۱۹۷۴ میلادی در اکثر نقاط جنوب غربی استرالیا و جنوب شرقی تاسمانی و نیوزیلند کشف و ثبت علمی شد. این گونه در فهرست سرخ آی یو سی ان در رده کمترین نگرانی قرار دارد.